# Herb gminy Prostki
Herb gminy Prostki – jeden z symboli gminy Prostki, ustanowiony 27 marca 2002.

## Wygląd i symbolika
Herb przedstawia na tarczy dzielonej w odwróconą literę „T” w polu lewym pół słupa granicznego z tarczą błękitną ze złotym krzyżem jagiellońskim (nawiązanie do zachowanego słupa na terenie gminy), w polu prawym pół srebrnego orła na czerwonym tle ze złotą koroną (pół godła Polski), natomiast w polu dolnym błękitnym dwie skrzyżowane srebrne szable.
26 sierpnia 2002 Komisja Heraldyczna wydała negatywną opinię nt. uchwalonych projektów symboli gminy.